# Leontodon kotschyi
Leontodon kotschyi ist eine Art aus der Gattung Leontodon, die als nächst verwandt zu Leontodon graecus und Leontodon oxylepis angesehen wird.

## Beschreibung

### Vegetative Merkmale
Leontodon kotschyi ist eine ausdauernde sehr steifhaarige krautige Pflanze mit senkrechter Pfahlwurzel, von 25 bis 30 Zentimetern Wuchshöhe und aufrechten unverzweigten Stängel. Die zahlreichen Laubblätter sind in einer grundständigen Rosette angeordnet, sie sind 80–200 × 6–26 mm groß, länglich, undeutlich gezähnt, mit strikt scharf-rauem verschieden langen schlanken sternhaarigen Indument von 5- bis 11-strahligen Sternhaaren. Die Haare sind auffallend verschieden hoch (wie bei Leontodon oxylepis), sodass die Strahlen sich in verschiedener Höhe ausbreiten und der Haarfilz sehr dicht wird; die Länge der Sternhaare kann auf einem Blatt von ca. 350 bis 750 μm schwanken. Spannweite der Strahlen von 510-900 μm. Auf dem Stängel Sternhaare vom Aussehen wie auf den Blättern, nur sehr viel kürzer und schütterer.
Die Hüllblätter haben entlang der Ränder einen Streifen von kurzen unregelmäßig-vielstrahligen Sternhaaren, außerdem meistens einzelne Sternhaare am Mittelstreifen.

### Generative Merkmale
Leontodon kotschyi hat schuppenförmig angeordnete Hüllblätter. Die Zungenblüten sind auf der Außenseite bleich-rötlich. Die Achänen sind bleich-bräunlich, der Pappus ist schmutzig-weiß.

## Verbreitung
Leontodon kotschyi ist im Iran im Elburs-Gebirge verbreitet. Die Höhenverbreitung reicht von 400 bis 3200 m.

## Habitat
Als Habitat werden Trocken-Grasländer angegeben.

## Taxonomie
Die Art wurde von Pierre Edmond Boissier 1849 in Diagn. Pl. Or. Nov., Ser1, 11: 40 erstbeschrieben.